# Горно-Пештене
Горно-Пештене (болг. Горно Пещене) — село в Болгарии. Находится в Врачанской области, входит в общину Враца. Население составляет 398 человек.

## Политическая ситуация
В местном кметстве Горно-Пештене, в состав которого входит Горно-Пештене, должность кмета (старосты) исполняет Кирил  Петров Попов (независимый) по результатам выборов.
Кмет (мэр) общины Враца — Тотю Младенов Младенов (Граждане за европейское развитие Болгарии (ГЕРБ)) по результатам выборов.